# Acremierklauwier
De Acremierklauwier (Thamnophilus divisorius) is een zangvogel uit de familie Thamnophilidae (miervogels).

## Verspreiding en leefgebied
Deze soort komt voor in westelijk Brazilië en oostelijk Peru.

## Status
De grootte van de populatie is niet gekwantificeerd maar aangenomen wordt dat de soort in het beperkte verspreidingsgebied vrij algemeen is. Op de Rode lijst van de IUCN heeft deze soort de status niet bedreigd.